# Castelo de Litomyšl
Castelo de Litomyšl é um castelo edificado na cidade de Litomyšl, na República Checa, classificado em 1999 pela UNESCO como Património Mundial.
O castelo era originalmente uma fortificação renascentista ao estilo italiano que foi divulgado na Europa Central ao longo do século XVI. O seu desenho e decoração são particularmente requintados, incluindo características do Barroco tardio adicionadas no século XVIII. Preserva-se intacta a totalidade de edifícios circundantes, que são normalmente associados a este tipo de residências aristocráticas.